# Saint-Ouen-le-Brisoult
Saint-Ouen-le-Brisoult é uma comuna francesa na região administrativa da Normandia, no departamento Orne. Estende-se por uma área de 10,08 km². Em 2010 a comuna tinha 126 habitantes (densidade: 12,5 hab./km²).